# 精液漏
精液漏（英: Spermatorrhea）とは、過剰で不随意な射精をする状態を指す。

## 概要
19世紀の西洋医学では、精液漏は心身を蝕む医学的疾患と考えられていた。精液漏の治療法は、貞操と自慰行為の回避とされ、割礼が治療法として用いられることもあった。
中国の伝統医学では、精液を作ることは「精」（腎精）の最大の負担の一つとされている。不本意な射精の特定のパターンが腎の気の問題を反映している疾患であると認識されている。
アーユルヴェーダ医学では、アシュワガンダとバラがこのヴァータの病気の治療に使われる。インドの伝統的知識デジタルライブラリー（TKDL）にも、このハーブを使った薬の処方がある。 
18世紀から19世紀の間は、西洋では、患者が夫婦間の性交以外で射精したり、通常よりも多くの精液を放出したりすると、精液漏や“精液の弱さ”と呼ばれる病気と診断された。治療としては、割礼や去勢を含む様々な薬やその他の治療法が勧められた。一部の代替医療従事者、特にハーブ療法治療者は、現代でも精液漏の症例を診断し、治療を助言し続けている。